# Päpstliche Akademie der schönen Künste und der Literatur
Die Päpstliche Akademie der schönen Künste und der Literatur (italienisch Pontificia Insigne Accademia di Belle Arti e Letteratura dei Virtuosi al Pantheon oder abgekürzt nur Accademia dei Virtuosi al Pantheon) ist die älteste der Päpstlichen Akademien der römischen Kurie.

## Geschichte
Die Akademie wurde auf Initiative des Zisterziensers Desiderio d’Adiutorio durch die Kustodie des Heiligen Landes (Congregazione di San Giuseppe di Terra Santa), der Ordensorganisation der Franziskaner (OFM) im Heiligen Land, gegründet und durch Papst Paul III. am 15. Oktober 1542 anerkannt. 1861 erfolgte durch Papst Pius IX. die offizielle päpstliche Anerkennung und 1928 durch Papst Pius XI. die Anerkennung als Hochschule und Päpstliche Wissenschaftsakademie.
Seit ihrer Gründung haben die wichtigsten Künstler der Zeit mit der Päpstlichen Akademie zusammengearbeitet. Seit dem 17. Jahrhundert wurden regelmäßig Ausstellungen unter dem Portikus des Pantheon mit großer Resonanz der römischen Bevölkerung durchgeführt.

## Akademie
1995 wurde durch Papst Johannes Paul II. die Akademie mit einer neuen Satzung ausgestattet. In den Fokus der Akademie wurde die Förderung der Studien und die Förderung der Geistes- und Bildenden Künste, insbesondere in Bezug auf die Literatur der christlichen Inspiration und der sakralen Kunst in allen ihren Erscheinungsformen, gestellt. Die Akademie wurde dem Päpstlichen Rat für die Kultur unterstellt.
Die Akademie ist in fünf Klassen eingeteilt für Architekten, Maler und Filmemacher, Bildhauer, Wissenschaftler und Studenten der Disziplinen für die Kunst und Musikern, Dichtern und Schriftstellern.
Zu Mitgliedern der Akademie können bedeutende Persönlichkeiten aus jeder Nation gewählt werden oder vom Heiligen Vater ernannt werden, ebenso wie Ehrenmitgliedschaften. Die Zahl der ordentlichen Mitglieder ist auf 50 begrenzt. Mit dem 80. Geburtstag erhält man den Status eines Emeritus.
Der Präsident wird vom Papst ernannt. Aufgabe des Präsidenten ist unter anderem die Kommunikation mit dem Päpstlichen Rat für die Kultur und den Päpstlichen Akademien sicherzustellen sowie die jährliche Tagung der Päpstlichen Akademien zu organisieren. Er ist automatisch Mitglied des Rates zur Koordinierung der Päpstlichen Akademien.
Sitz der Akademie ist im Palazzo della Cancelleria. Präsident ist seit Dezember 2016 der Architekt Pio Baldi, Mitglied der Accademia di San Luca und ehemals Leiter des MAXXI – Museo nazionale delle arti del XXI secolo in Rom; Sekretär ist der Bildhauer Ernesto Lamagna.

## Präsidenten
- Vincenzo Passarelli (1974–1978)
- Bruno Molajoli (1978–1985)
- Armando Schiavo (1985–1994)
- Vitaliano Tiberia (1995–2016)
- Pio Baldi (seit 2016)[1]

## Persönlichkeiten
- Francesco Mancini (1679–1758), Maler, Akademiemitglied
- Antonio Nibby (1792–1839), Archäologe, Topograf, Hochschullehrer, Akademiemitglied
- Dilvo Lotti (1914–2009), Maler, Korrespondierendes Akademiemitglied
- Vincenzo Cerami (1940–2013), italienischer Schriftsteller, Dramaturg und Drehbuchautor, Akademiemitglied seit 2013 (Klasse für Schriftsteller und Dichter)

### Mitglieder (Auswahl)
- Mario Botta (* 1943), Schweizer Architekt, Akademiemitglied seit 2013 (Architekturklasse)
- Maria Antonietta Crippa (* 1946), italienische Architektin, Akademiemitglied seit 2013 (Architekturklasse)
- Lorenzo Bartolini Salimbeni (* 1942), italienischer Architekt, Akademiemitglied seit 2013 (Architekturklasse)
- Elisabetta Benassi, Akademiemitglied seit 2019 (Klasse für Bildhauer)
- Laura Bosio (* 1953), italienische Schriftstellerin, Akademiemitglied seit 2013 (Klasse für Schriftsteller und Dichter)
- Santiago Calatrava (* 1951), italienischer Architekt, Akademiemitglied seit 2019 (Architekturklasse)
- Pedro Cano (* 1944), spanischer Maler, Akademiemitglied seit 2013 (Klasse für Maler und Filmemacher)
- Alessandro D'Avenia (* 1977), italienischer Schriftsteller, Akademiemitglied seit 2019 (Klasse für Schriftsteller und Dichter)
- Luca Doninelli (* 1955), italienischer Schriftsteller und Journalist, Akademiemitglied seit 2013 (Klasse für Schriftsteller und Dichter)
- Giuseppe Ducrot (* 1966), italienischer Bildhauer, Akademiemitglied seit 2013 (Klasse für Bildhauer)
- Jean-Marie Duthilleul (* 1952), Akademiemitglied seit 2020 (Architekturklasse)
- Sidival Fila OFM, Akademiemitglied seit 2022 (Klasse für Bildhauer)
- Marco Frisina (* 1954), Geistlicher, Komponist, Akademiemitglied
- Matteo Garrone, Akademiemitglied seit 2022 (Klasse für Maler und Filmemacher)
- Andrea Moro, Akademiemitglied seit 2019 (Klasse für Schriftsteller und Dichter)
- Mimmo Paladino (* 1948), italienischer Maler und Objektkünstler, Akademiemitglied seit 2013 (Klasse für Bildhauer)
- Giuseppe Penone (* 1947), italienischer Bildhauer, Akademiemitglied seit 2019 (Klasse für Bildhauer)
- Cristiana Perrella, Akademiemitglied seit 2022 (Klasse für Kunstliebhaber und Musiker)
- Ugo Riva (* 1951), italienischer Bildhauer, Akademiemitglied seit 2013 (Klasse für Bildhauer)
- Gianfranco Rosi, Akademiemitglied seit 2022 (Klasse für Maler und Filmemacher)
- Elisabetta Sgarbi, Akademiemitglied seit 2022 (Klasse für Schriftsteller und Dichter)
- Antonio Spadaro SJ (* 1966), italienischer Theologe und Essayist, Akademiemitglied seit 2019 (Klasse für Schriftsteller und Dichter)
- Benedetta Tagliabue, Akademiemitglied seit 2022 (Architekturklasse)
- Marco Tirelli, Akademiemitglied seit 2019 (Klasse für Maler und Filmemacher)